# Provincia de Vest, Kenya
Provincia Western este una dintre cele 8 unități administrativ-teritoriale de gradul I ale statului Kenya. Reședința sa este orașul Kakamega.